# سامردیل (آلاباما)
سامردیل (به انگلیسی: Summerdale) شهری در شهرستان بالدوین ایالت آلاباما است که مساحت آن ۲۵٫۱۸ کیلومتر مربع است و در سرشماری سال ۲۰۱۰ میلادی، ۸۶۲ نفر جمعیت داشته و تراکم جمعیتی آن، ۳۴٫۲۳ نفر در هر کیلومتر مربع بوده است.